# DaFuq!?Boom!
DaFuq!?Boom! ist das Pseudonym von Alexey Gerasimov sowie der Name seines YouTube-Kanals, der durch die Machinima-Webserie Skibidi Toilet bekannt wurde. Durch die virale Verbreitung seiner mit dem Source Filmmaker produzierten Serie wuchs die Abonnentenzahl des Kanals von unter 2 Millionen auf über 40 Millionen Abonnenten an.

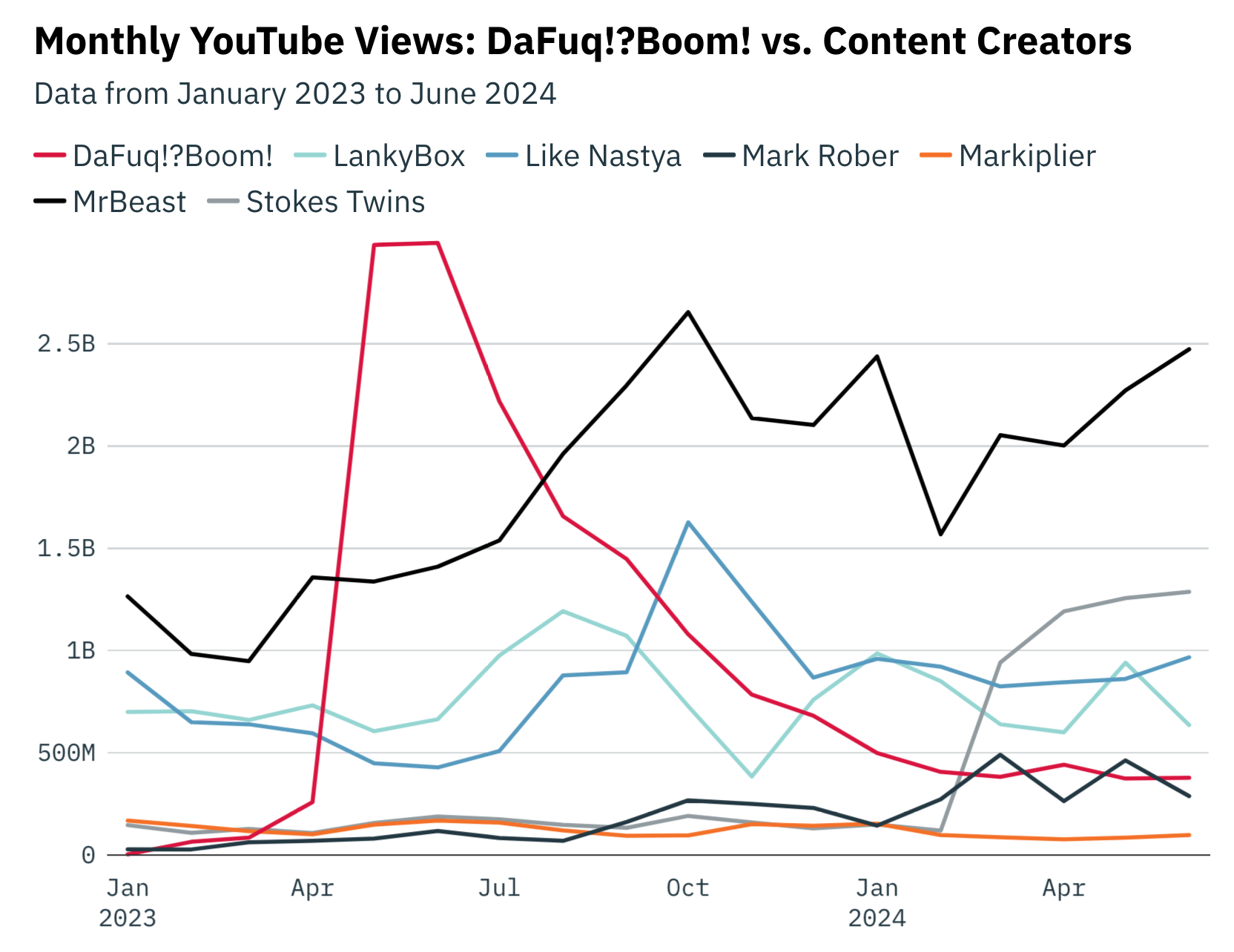
Vergleich der monatlichen Aufrufe zwischen DaFuq!?Boom! und anderen beliebten Kanälen bei YouTube

## Inhalt
Gersasimov, der Ende der 1990er-Jahre geboren wurde und in Georgien lebt, beschäftigt sich seit 2014 mit der Erstellung von Animationsfilmen und betreibt seit 2016 seinen Kanal bei YouTube. Mit dem Video I'M AT DIP hatte er bereits vor Veröffentlichung der Reihe Skibidi Toilet Millionen Aufrufe. Gerasimov nutzt für die Erstellung seiner Videos Valves Source Filmmaker, der auf der hauseigenen Source Engine basiert, wodurch seine Videos an Spieletitel wie Half Life, Counter-Strike, Team Fortress oder Left 4 Dead erinnern. Gerasimovs Videos werden häufig als bizarr empfunden, die Handlung ist zusammenhanglos und lässt Raum für Spekulationen. Gerasimov selbst erklärt, dass das Unerwartete im Vordergrund stünde.

## Skibidi Toilet
Im Februar 2023 veröffentlichte Gerasimov die erste Episode von Skibidi Toilet als reinen Lückenfüller. Nach einigen Episoden begann sich die Serie zu einem Internetphänomen zu entwickeln. In der Folge richtete Gerasimov den Kanal komplett auf Skibidi Toilet aus und verwarf andere Projekte.